# Pálháza

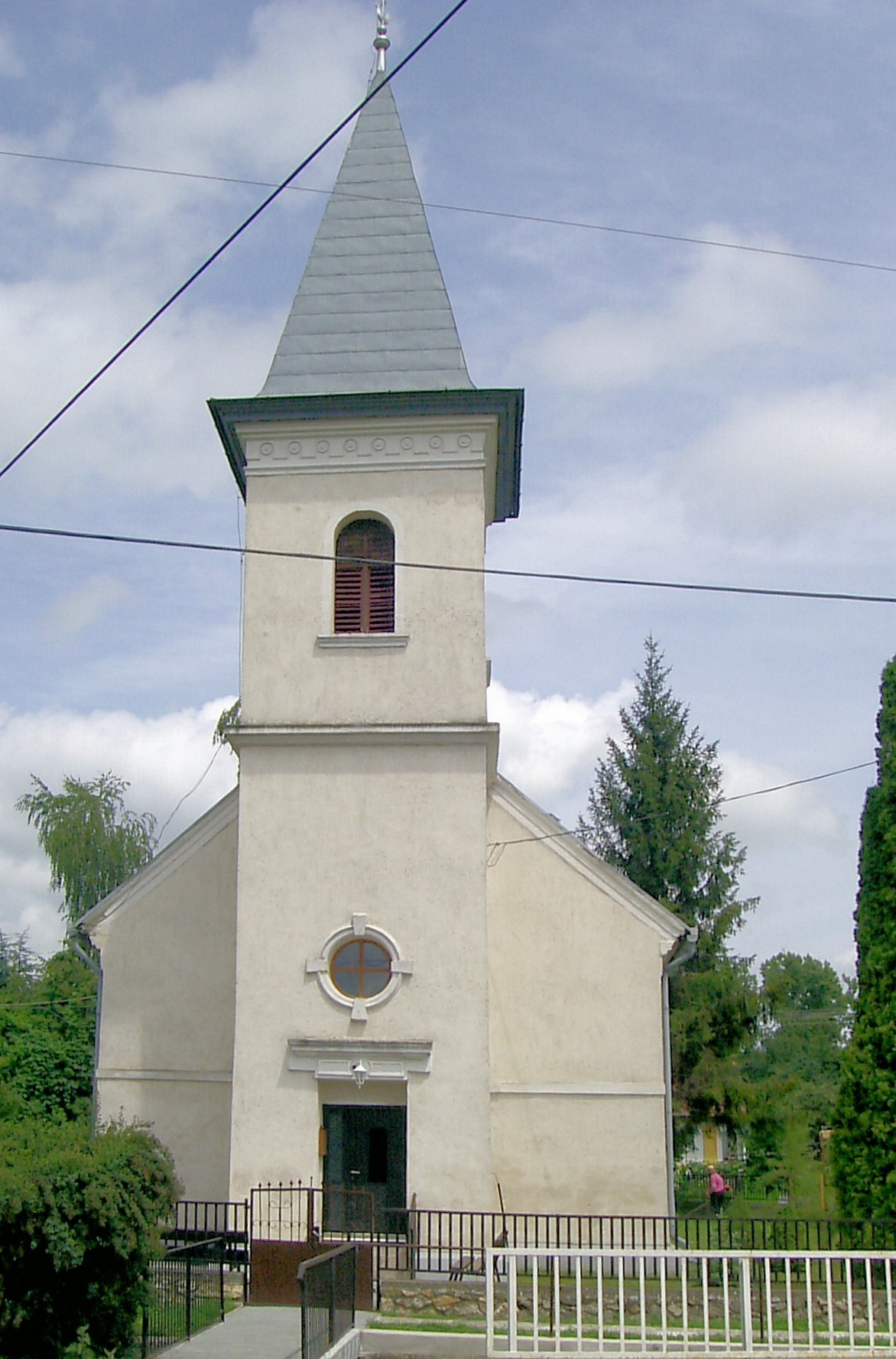
Reformerta kyrkan.

Pálháza är en mindre stad i Ungern med 1 002 invånare (2020).